# Litostrojska cesta, Ljubljana
Litostrojska cesta (predhodno Djakovičeva cesta) je ena izmed daljših cest v Ljubljani. Cesta se prične na križišču s Celovško in Šišensko cesto ter konča na križišču z Verovškovo ulico. Zaradi lokacijske umestitve spada Litostrojska cesta med bolj obremenjene ceste v Ljubljani. Ob cesti se nahaja več pomembnejših objektov in ustanov, kot so kompleks Ljubljanskega potniškega prometa, Srednja šola tehniških strok Šiška in Študentski dom Litostroj. Cesta je bila prvotno poimenovana po Litostroju.

## Ime
Cesta je bila zgrajena na podlagi stare kolovozne poti, ki je potekala od Celovške ceste do nekaj hiš in vrtov. Z gradnjo Litostroja pa je bila cesta asfaltirana zaradi povečanega prometa. Litostroj, ki je gradil cesto, je leta 1947 zaprosil, da se cesto poimenuje Litostrojska cesta. Izvršni odbor Mestnega ljudskega odbora Ljubljana je to zavrnil in predlagal Industrijska cesta. Litostroj se je s tem strinjal, a ni hotel, da bi se cesta pozneje preimenovala, ker bi imeli s tem probleme in dodatne stroške. A vseeno se ime ni uveljavilo in so cesto poimenovali po prvotnem predlogu: Litostrojska cesta.
8. aprila 1952 je Skupščina Mestnega ljudskega odbora Ljubljana v paketu sprememb imen cest, ulic in trgov spremenila tudi ime Litostrojske ceste in sicer v Djakovićevo cesto, po Đuru Đakoviću, enemu izmed ustanoviteljev KPJ. Po osamosvojitvi Slovenije je bila cesta februarja 1993 ponovno preimenovana v Litostrojsko cesto.

## Zgodovina
Cesta je nastala kot dovozna pot s Celovške ceste za več manjših, enodružinskih malomeščanskih vil, ki so se na tem področju pričele graditi v 30. letih dvajsetega stoletja; do takrat so bile na tem področju le (opuščeni) peskokopi in kmetijske površine. 
Med drugo svetovno vojno je bila ena od mejnih cest, ki so bile presekane zaradi okupacijskega sistema okoli Ljubljane. Prva tretjina (od Celovške ceste do železnice Ljubljana-Jesenice) je bila znotraj mesta, medtem ko je bil ostali del izven.
Sprva je bila le vaška pot, toda po zgraditvi industrijskega kompleksa Litostroj (začetek leta 1947) so zgradili novo asfaltirano cesto za potrebe industrijskega transporta. Tako je postala ena najbolj prometnih ulic. Zaradi gradnje Litostroja in posledično stanovanjskih blokov za delavce so porušili vse vile razen ene.
V letu 2002 je cesto v povprečju na uro prevozilo 23 avtobusov.
Maja 2008 je v javnost prišla novica, da je območje bivšega Litostroja alternativna možnost za gradnjo novega ljubljanskega zapora.

## Urbanizem
Sama ulica je lokacijsko razdeljena na tri dele:
1. Celovška cesta - železniška proga Ljubljana-Jesenice
2. železniška proga Ljubljana-Jesenice - Litostrojska industrijska proga
3. Litostrojska industrijska proga - Verovškova ulica (najbolj neraven del; ima tri skoraj 90º zavoje)

Prvi del, ki se nahaja med Celovško cesto in železniško progo Ljubljana-Jesenice, je danes najbolj znan po obsežnem kompleksu Ljubljanskega potniškega prometa, ki se prične na enem delu in konča na drugem delu tega cestnega dela. Sam kompleks se le na začetku in koncu nahaja neposredno ob cesti, medtem ko je v osrednjem delu ločen od ceste s 4 stanovanjskimi bloki. Danes se tako na tem delu ceste nahaja le ena predvojna vila (Litostrojska cesta 7). Na tem delu se na samo cesto povezuje le ena ulica - Gorazdova ulica. Tik pred železniško progo pa Litostrojska cesta skupaj z Goriško ulico in Cesto Ljubljanske brigade tvorijo križišče.
Drugi del, ki se nahaja med železniško progo Ljubljana-Jesenice in danes opuščeno Litostrojsko industrijsko progo, je najbolj naseljen del Litostrojske ceste. Tu se tako nahajajo Srednja šola tehniških strok Šiška (Litostrojska cesta 51), Srednja frizerska šola Ljubljana (Litostrojska cesta 53), Študentski dom Litostroj (Litostrojska cesta 55), industrijski kompleks Litostroj, več manjših podjetij,... Na ta del ulice se navezujejo Strugarska, Korotanska, Marušičeva in Kovinarska ulica.
Tretji del, med opuščeno Litostrojsko industrijsko progo in Verovškovo ulico, je najbolj neraven in najbolj opustel del celotne ulice. Takoj po prečkanju Litostrojske industrijske proge se nahaja skoraj 90º zavoj v desno, nato pa po nekaj 100 m še en zavoj v levo in še en zavoj na desno, nakar se konča pri Verovškovi ulici, nadaljuje pa v dovozu na severno obvoznico. Med prvim in drugim zavojem poteka vzporedno s cesto (vzhodno od ceste) del Poti ob žici, nakar pa po drugem zavoju Pot prečka cesto. V tem delu je na zahodni strani ceste kompleks Litostroj, medtem ko se vzhodno od ceste nahaja manjše vrtičkarsko naselje. Ta del ceste je trenutno v fazi načrtovanja preoblikovanja; zgradili naj bi novo cesto z manj zavoji.
Vzdolž celotne ceste ni vzpostavljena kolesarska steza (le-ta se nahaja le na delu, kjer poteka Pot ob žici), medtem ko sta na prvih dveh delih prisotna pločnika na obeh straneh. Na prvem delu ceste je med pločniki in bloki tudi obsežnejši drevored z večjo travnato površino.

## Promet
Zaradi lokacijske umestitve spada Litostrojska cesta med bolj obremenjene ceste v Ljubljani, saj se na njo povezuje en izvoz iz Ljubljanske obvoznice ter je povezana s Celovško cesto, ki je glavna povezava Ljubljane z Gorenjsko.

### Javni potniški promet

#### Avtobusni promet
Po Litostrojski cesti potekajo mestne avtobusne linije Ljubljanskega potniškega prometa št. 3, 3B, 8, 8B, 18 in 18L. 

##### Postališča MPP
| postajališče                      | št. linije        |
| --------------------------------- | ----------------- |
| 803012 Slovenija avto             | 3, 3B, 8, 18, 18L |
| 803052 Litostrojska               | 3, 3B, 8, 18      |
| 803053 Litostrojska (obračališče) | 18L               |
| 803212 Kovinarska                 | 3, 3B             |
| 103202 Litostroj                  | 18                |

| postajališče                   | št. linije            |
| ------------------------------ | --------------------- |
| 103201 Litostroj (obračališče) | 3, 3B                 |
| 103203 Litostroj               | 18                    |
| 803211 Kovinarska              | 3, 3B, 18             |
| 803051 Litostrojska            | 3, 3B, 8, 8B, 18, 18L |

Zaradi neposredne bližine parkirišč LPP-ja in Litostroja je cesta obremenjena z avtobusnim in tovornim prometom.

#### Železniški promet
V neposredni bližini križišča Litostrojske, Goriške in Ceste Ljubljanske brigade se nahaja Železniško postajališče Litostroj. Preko Litostrojske ceste tu tako poteka železniška proga, ki je del proge Ljubljana – Jesenice d.m.
Na drugem koncu Litostrojske ceste pa se nahaja zdaj opuščeni industrijski železniški tir, ki je povezoval Litostroj z ostalim železniškim omrežjem.

## Pomembnejše zgradbe, objekti in ustanove ob cesti
Ob Litostrojski cesti se nahaja:
- kompleks Ljubljanskega potniškega prometa,
- Srednja šola tehniških strok Šiška,
- Srednja frizerska šola Ljubljana,
- Zbornica Republike Slovenije za zasebno varovanje,
- Litostroj,
- Študentski dom Litostroj, ...

Litostrojska cesta, skupaj s Celovško cesto, Cesto Ljubljanske brigade in delom ljubljanske obvoznice, sestavlja cestni obroč okoli Celovških dvorov.
Ob cesti se nahaja tudi Objekt C (tudi imenovan Matejeva palača), ki se je pričel graditi leta 2007 v javno-zasebnem partnerstvu (ko je bil notranji minister Dragutin Mate) z namenom, da se vanj preselijo dislocirane enote notranjega ministrstva oz. policije. Nova notranja ministrica Katarina Kresal pa je zavrnila vselitev vanjo, pri čemer se je sklicevala na »varnostne razloge« zaradi bližnjega skladišča butana, ki pripada Energetiki Ljubljana. Julija 2010 je Vlada Republike Slovenije sklenila, da se bo v zgradbo preselilo Ministrstvo za okolje in prostor Republike Slovenije in Statistični urad Republike Slovenije, a so uradniki okoljskega ministrstva prepričani, da zgradba ni okoljsko primerna, saj do nje ni nobene neposredne povezave z javnim prevozom.